# 山崎和海
山崎 和海（やまざき かずみ、1947年 - ）は、日本の経営学者。立正大学名誉教授。専門は、経営情報システム論、情報システム学、経営情報教育、教育と情報化。
東京都出身。早稲田大学理工学部卒業後、同大学院理工学研究科修了。立正大学学長（第31・32代）、同大学学園副理事長、経営学部教授。